# Copa de Confraternidad Escobar - Gerona
La Copa de Confraternidad Escobar - Gerona è stata una manifestazione calcistica a cui prendevano parte squadre argentine e uruguaiane. 

## Formula
Al torneo prendevano parte due squadre, una per ciascun paese. Le formazioni che si sfidavano erano le seconde classificate dei rispettivi campionati nazionali. La formula del torneo prevedeva la doppia sfida, e nelle prime due edizioni il titolo non fu assegnato in quanto non si giocò la seconda partita di finale.

## Storia
Il nome della coppa deriva da Adrián Escobar, presidente della federazione calcistica argentina (AFA), e Héctor Gerona, presidente della federazione calcistica uruguaiana (AUF). Il trofeo destinato alla squadra campione fu donato da Ramiro Jouan, e l'accordo che istituiva il torneo fu firmato il 25 agosto 1941.
La prima edizione si svolse il 29 marzo 1942, e vi presero parte gli argentini del San Lorenzo, vicecampioni della Primera División 1941, e gli uruguaiani del Peñarol, secondi classificati nella Primera División Uruguaya 1941; la prima partita si giocò all'Estadio Centenario di Montevideo e vide imporsi il San Lorenzo che sconfisse per 2-1 i padroni di casa del Peñarol grazie alle reti di Rinaldo Martino e Isidro Lángara, intervallate dal momentaneo pareggio uruguaiano di Severino Varela, ma a causa di problemi logistici, la seconda gara non venne disputata e, dopo alcune polemiche, la coppa non venne assegnata a nessuno dei due contendenti.
L'anno successivo furono le stesse due squadre a contendersi il trofeo. La prima finale fu disputata il 25 agosto 1943 al Centenario di Montevideo e fu vinta dal Peñarol che superò per 4-1 il San Lorenzo grazie ai gol di Oscar Chirimini, Lorenzo Pino, Obdulio Varela e La Paz; tuttavia anche in quest'edizione, in questo caso per problemi di natura economica che crearono dei contrasti tra i club e il comitato organizzatore, la seconda partita non fu giocata e ancora una volta il trofeo non ebbe un vincitore.
La terza edizione si svolse due anni dopo, nel 1945, e le squadre partecipanti furono il Boca Juniors, secondo classificato nella Primera División 1945, e il Nacional, vicecampione della Primera División Uruguaya 1945. La gara di andata si svolse il 5 dicembre all'Estadio Gasómetro di Buenos Aires e si concluse con la vittoria degli ospiti per 2-1 grazie ai gol di José María Medina e Atilio García, intervallati dal momentaneo pareggio dell'attaccante boquense Pío Corcuera. 
Il ritorno ebbe luogo il 22 dicembre al Centenario di Montevideo e finì col punteggio di 3-2 in favore del Boca; ai due gol uruguaiani segnati da Tomaso Volpi e José María Medina rispose la tripletta di Jaime Sarlanga. Avendo entrambe le squadre vinto una delle due gare, la coppa venne assegnata ex aequo.
L'ultima edizione venne giocata nel 1946: nella gara di andata disputata il 21 dicembre a Montevideo il Boca Juniors sconfisse gli uruguaiani del Peñarol per 3-2, dopo le doppiette di Pío Corcuera (Boca) e di Ernesto Vidal (Peñarol) la partita venne decisa dal gol segnato a due minuti dalla fine da Mario Boyé.
Il ritorno si giocò il 28 dicembre, e il Boca ipotecò la coppa vincendo anche la seconda partita col punteggio di 6-3, grazie alle reti di Mario Boyé, Pío Corcuera (doppietta), Gregorio Pin (doppietta) e Juan Carlos Lorenzo. Per il Peñarol invece andarono a segno Ernesto Vidal, due volte, e Juan Alberto Schiaffino.

## Albo d'oro
| Stagione | Campione              | Finale                                                      | Sede                                                           |
| -------- | --------------------- | ----------------------------------------------------------- | -------------------------------------------------------------- |
| 1941     | titolo non assegnato  | Peñarol - San Lorenzo 1 - 2                                 | Estadio Centenario, Montevideo                                 |
| 1942     | titolo non assegnato  | Peñarol - San Lorenzo 4 - 1                                 | Estadio Centenario, Montevideo                                 |
| 1945     | Boca Juniors Nacional | Boca Juniors - Nacional 1 - 2 Nacional - Boca Juniors 2 - 3 | Estadio Gasómetro, Buenos Aires Estadio Centenario, Montevideo |
| 1946     | Boca Juniors          | Peñarol - Boca Juniors 2 - 3 Boca Juniors - Peñarol 6 - 3   | Estadio Centenario, Montevideo Estadio Gasómetro, Buenos Aires |

## Vittorie

### Titoli per club
| Squadra      | Vittorie | Anni       |
| ------------ | -------- | ---------- |
| Boca Juniors | 2        | 1945, 1946 |
| Nacional     | 1        | 1945       |

### Titoli per nazione
| Nazione   | Vittorie | Anni       |
| --------- | -------- | ---------- |
| Argentina | 2        | 1945, 1946 |
| Uruguay   | 1        | 1945       |